# Wright (Mondkrater)
Wright ist ein Einschlagkrater am äußersten südwestlichen Rand der Mondvorderseite und ist daher entweder infolge der Libration (Taumelbewegung des Mondes) unsichtbar oder erscheint stark verzerrt.
Sein Durchmesser beträgt knapp 39 Kilometer. Nördlich von Wright liegt der Krater Pettit.
Südwestlich liegt der Krater Shaler und südlich davon das Vallis Bouvard.
Der Krater besitzt einen Nebenkrater, Wright A; er liegt etwa einen halben Kraterdurchmesser im Südsüdwesten, entlang des Randes der Montes Cordillera.
| Buchstabe | Position          | Durchmesser | Link |
| --------- | ----------------- | ----------- | ---- |
| A         | 32,82° S, 87,3° W | 11 km       |      |

Der Krater wurde im Jahr 1964 von der IAU nach den amerikanischen Astronomen Frederick Eugene Wright (1877–1953) und William Hammond Wright (1871–1959) und nach dem britischen Philosoph Thomas Wright (1711–1786) offiziell benannt.